# Spaanse selecties op internationale voetbaltoernooien
Dit is een overzichtspagina met de selecties van het Spaans voetbalelftal die deelnamen aan de grote internationale voetbaltoernooien.

## Wereldkampioenschap voetbal 1934
- Resultaat: Kwartfinale

## Wereldkampioenschap voetbal 1950
- Resultaat: Vierde plaats

## Europees kampioenschap voetbal 1960
- Resultaat: Kwartfinale

## Wereldkampioenschap voetbal 1962
- Resultaat: Eerste ronde

data corresponderend met situatie voorafgaand aan toernooi
| #  | Naam                  | Positie      | Interlands | Club               |
| -- | --------------------- | ------------ | ---------- | ------------------ |
| 1  | José Araquistáin      | Doelman      |            | Real Madrid        |
| 2  | Salvador Sadurní      | Doelman      |            | FC Barcelona       |
| 3  | Carmelo Cedrún        | Doelman      |            | Athletic de Bilbao |
| 4  | Enrique Collar        | Aanvaller    |            | Atlético Madrid    |
| 5  | Luis Del Sol          | Middenvelder |            | Real Madrid        |
| 6  | Alfredo Di Stéfano    | Aanvaller    |            | Real Madrid        |
| 7  | Luis María Echeberría | Verdediger   |            | Athletic de Bilbao |
| 8  | Jesús Garay           | Middenvelder |            | FC Barcelona       |
| 9  | Francisco Gento       | Aanvaller    |            | Real Madrid        |
| 10 | Sigfrido Gràcia       | Verdediger   |            | FC Barcelona       |
| 11 | Feliciano Rivilla     | Verdediger   |            | Atlético Madrid    |
| 12 | Joaquín Peiró         | Aanvaller    |            | Atlético Madrid    |
| 13 | Pachín                | Verdediger   |            | Real Madrid        |
| 14 | Ferenc Puskás         | Aanvaller    |            | Real Madrid        |
| 15 | Eulogio Martínez      | Aanvaller    |            | FC Barcelona       |
| 16 | Severino Reija        | Verdediger   |            | Real Zaragoza      |
| 17 | Rodri                 | Verdediger   |            | FC Barcelona       |
| 18 | Adelardo Rodríguez    | Aanvaller    |            | Atlético Madrid    |
| 19 | José Santamaría       | Aanvaller    |            | Real Madrid        |
| 20 | Joan Segarra          | Middenvelder |            | FC Barcelona       |
| 21 | Luis Suárez           | Aanvaller    |            | Internazionale     |
| 22 | Martín Vergés         | Middenvelder |            | FC Barcelona       |
| BC | Helenio Herrera       |              |            |                    |

## Europees kampioenschap voetbal 1964
- Resultaat:  Winnaar

data corresponderend met situatie voorafgaand aan toernooi
| #  | Naam               | Positie      | Interlands | Club               |
| -- | ------------------ | ------------ | ---------- | ------------------ |
|    | José Ángel Iribar  | Doelman      |            | Athletic de Bilbao |
|    | José Casas         | Doelman      |            | Real Betis         |
|    | José Vicente Train | Doelman      |            | Real Madrid        |
|    | Adelardo Rodríguez | Verdediger   |            | Atlético de Madrid |
|    | Isacio Calleja     | Verdediger   |            | Atlético de Madrid |
|    | Fernando Olivella  | Verdediger   |            | FC Barcelona       |
|    | Severino Reija     | Verdediger   |            | Real Madrid        |
|    | Luis Echeberría    | Verdediger   |            | Athletic de Bilbao |
|    | Feliciano Rivilla  | Verdediger   |            | Atlético de Madrid |
|    | Félix Ruiz         | Middenvelder |            | Real Madrid        |
|    | Josep Maria Fusté  | Middenvelder |            | FC Barcelona       |
|    | Luis Del Sol       | Middenvelder |            | Juventus           |
|    | Ignacio Zoco       | Middenvelder |            | Real Madrid        |
|    | Luis Suárez        | Aanvaller    |            | Internazionale     |
|    | Amancio Amaro      | Aanvaller    |            | Real Madrid        |
|    | Enrique Collar     | Aanvaller    |            | Atlético de Madrid |
|    | Vicente Guillot    | Aanvaller    |            | Valencia CF        |
|    | Carlos Lapetra     | Aanvaller    |            | Real Zaragoza      |
|    | Marcelino Martínez | Aanvaller    |            | Real Zaragoza      |
|    | Jesús María Pereda | Aanvaller    |            | FC Barcelona       |
| BC | José Villalonga    |              |            |                    |

## Wereldkampioenschap voetbal 1966
- Resultaat: Eerste ronde

## Wereldkampioenschap voetbal 1978
- Resultaat: Eerste ronde

## Europees kampioenschap voetbal 1980
- Resultaat: Eerste ronde

## Wereldkampioenschap voetbal 1982
- Resultaat: Tweede ronde

data corresponderend met situatie voorafgaand aan toernooi
| #  | Naam                    | Positie      | Interlands | Club               |
| -- | ----------------------- | ------------ | ---------- | ------------------ |
| 1  | Luis Arconada           | Doelman      |            | Real Sociedad      |
| 2  | José Antonio Camacho    | Verdediger   |            | Real Madrid        |
| 3  | Rafael Gordillo         | Verdediger   |            | Real Betis         |
| 4  | Periko Alonso           | Middenvelder |            | Real Sociedad      |
| 5  | Miguel Tendillo         | Verdediger   |            | Valencia CF        |
| 6  | José Ramón Alexanko     | Verdediger   |            | FC Barcelona       |
| 7  | Juanito                 | Aanvaller    |            | Real Madrid        |
| 8  | Joaquín Alonso          | Middenvelder |            | Sporting Gijón     |
| 9  | Jesús María Satrústegui | Aanvaller    |            | Real Sociedad      |
| 10 | Jesús María Zamora      | Middenvelder |            | Real Sociedad      |
| 11 | Roberto López Ufarte    | Aanvaller    |            | Real Sociedad      |
| 12 | Santiago Urquiaga       | Verdediger   |            | Athletic de Bilbao |
| 13 | Manuel Jiménez          | Verdediger   |            | Sporting Gijón     |
| 14 | Antonio Maceda          | Verdediger   |            | Sporting Gijón     |
| 15 | Enrique Saura           | Middenvelder |            | Valencia CF        |
| 16 | José Vicente Sánchez    | Middenvelder |            | FC Barcelona       |
| 17 | Ricardo Gallego         | Middenvelder |            | Real Madrid        |
| 18 | Pedro Uralde            | Aanvaller    |            | Real Sociedad      |
| 19 | Santillana              | Aanvaller    |            | Real Madrid        |
| 20 | Quini                   | Aanvaller    |            | FC Barcelona       |
| 21 | Urruti                  | Doelman      |            | FC Barcelona       |
| 22 | Miguel Ángel González   | Doelman      |            | Real Madrid        |
| BC | José Santamaría         |              |            |                    |

## Europees kampioenschap voetbal 1984
- Resultaat:  Tweede plaats

data corresponderend met situatie voorafgaand aan toernooi
| #  | Naam                    | Positie      | Interlands | Club               |
| -- | ----------------------- | ------------ | ---------- | ------------------ |
| 1  | Luis Arconada           | Doelman      |            | Real Sociedad      |
| 2  | Santiago Urquiaga       | Verdediger   |            | Athletic de Bilbao |
| 3  | José Antonio Camacho    | Verdediger   |            | Real Madrid        |
| 4  | Antonio Maceda          | Verdediger   |            | Sporting Gijón     |
| 5  | Andoni Goikoetxea       | Verdediger   |            | Athletic de Bilbao |
| 6  | Rafael Gordillo         | Verdediger   |            | Real Betis         |
| 7  | Juan Antonio Señor      | Middenvelder |            | Real Zaragoza      |
| 8  | Víctor Muñoz            | Middenvelder |            | FC Barcelona       |
| 9  | Santillana              | Aanvaller    |            | Real Madrid        |
| 10 | Ricardo Gallego         | Middenvelder |            | Real Madrid        |
| 11 | Francisco José Carrasco | Aanvaller    |            | FC Barcelona       |
| 12 | Salvador García         | Verdediger   |            | Real Zaragoza      |
| 13 | Francisco Buyo          | Doelman      |            | Sevilla FC         |
| 14 | Julio Alberto Moreno    | Verdediger   |            | FC Barcelona       |
| 15 | Roberto Fernández       | Middenvelder |            | Valencia CF        |
| 16 | Francisco López         | Middenvelder |            | Sevilla FC         |
| 17 | Marcos Alonso           | Aanvaller    |            | FC Barcelona       |
| 18 | Emilio Butragueño       | Aanvaller    |            | Real Madrid        |
| 19 | Manuel Sarabia          | Aanvaller    |            | Athletic de Bilbao |
| 20 | Andoni Zubizarreta      | Doelman      |            | Athletic de Bilbao |
| BC | Miguel Muñoz            |              |            |                    |

## Wereldkampioenschap voetbal 1986
- Resultaat: - Kwartfinale

data corresponderend met situatie voorafgaand aan toernooi
| #  | Naam                    | Positie      | Interlands | Club               |
| -- | ----------------------- | ------------ | ---------- | ------------------ |
| 1  | Andoni Zubizarreta      | Doelman      |            | Athletic de Bilbao |
| 2  | Tomás Reñones           | Verdediger   |            | Atlético Madrid    |
| 3  | José Antonio Camacho    | Verdediger   |            | Real Madrid        |
| 4  | Antonio Maceda          | Verdediger   |            | Real Madrid        |
| 5  | Víctor Muñoz            | Middenvelder |            | FC Barcelona       |
| 6  | Rafael Gordillo         | Verdediger   |            | Real Madrid        |
| 7  | Juan Antonio Señor      | Middenvelder |            | Real Zaragoza      |
| 8  | Andoni Goikoetxea       | Verdediger   |            | Athletic de Bilbao |
| 9  | Emilio Butragueño       | Aanvaller    |            | Real Madrid        |
| 10 | Francisco José Carrasco | Aanvaller    |            | FC Barcelona       |
| 11 | Julio Alberto Moreno    | Verdediger   |            | FC Barcelona       |
| 12 | Quique Setién           | Aanvaller    |            | Atlético Madrid    |
| 13 | Urruti                  | Doelman      |            | FC Barcelona       |
| 14 | Ricardo Gallego         | Middenvelder |            | Real Madrid        |
| 15 | Chendo                  | Verdediger   |            | Real Madrid        |
| 16 | Hipólito Rincón         | Aanvaller    |            | Real Betis         |
| 17 | Francisco López         | Middenvelder |            | Sevilla FC         |
| 18 | Ramon Maria Calderé     | Middenvelder |            | FC Barcelona       |
| 19 | Julio Salinas           | Aanvaller    |            | Atlético Madrid    |
| 20 | Eloy Olaya              | Aanvaller    |            | Sporting Gijón     |
| 21 | Míchel                  | Middenvelder |            | Real Madrid        |
| 22 | Juan Carlos Ablanedo    | Doelman      |            | Sporting Gijón     |
| BC | Miguel Muñoz            |              |            |                    |

## Europees kampioenschap voetbal 1988
- Resultaat: Eerste ronde

data corresponderend met situatie voorafgaand aan toernooi
| #  | Naam                  | Positie      | Interlands | Club               |
| -- | --------------------- | ------------ | ---------- | ------------------ |
| 1  | Andoni Zubizarreta    | Doelman      |            | FC Barcelona       |
| 2  | Tomás Reñones         | Verdediger   |            | Atlético Madrid    |
| 3  | José Antonio Camacho  | Verdediger   |            | Real Madrid        |
| 4  | Genar Andrinúa        | Verdediger   |            | Athletic de Bilbao |
| 5  | Víctor Muñoz          | Middenvelder |            | FC Barcelona       |
| 6  | Ramón María Calderé   | Middenvelder |            | FC Barcelona       |
| 7  | Julio Salinas         | Aanvaller    |            | Atlético Madrid    |
| 8  | Manuel Sanchís        | Verdediger   |            | Real Madrid        |
| 9  | Emilio Butragueño     | Aanvaller    |            | Real Madrid        |
| 10 | Eloy Olaya            | Aanvaller    |            | Athletic de Bilbao |
| 11 | Rafael Gordillo       | Verdediger   |            | Real Madrid        |
| 12 | Diego Rodríguez       | Verdediger   |            | Real Betis         |
| 13 | Francisco Buyo        | Doelman      |            | Real Madrid        |
| 14 | Ricardo Gallego       | Middenvelder |            | Real Madrid        |
| 15 | Eusebio Sacristán     | Middenvelder |            | Atlético Madrid    |
| 16 | José Mari Bakero      | Middenvelder |            | Real Sociedad      |
| 17 | Aitor Beguiristain    | Aanvaller    |            | Real Sociedad      |
| 18 | Miquel Soler          | Middenvelder |            | RCD Espanyol       |
| 19 | Rafael Martín Vázquez | Middenvelder |            | Real Madrid        |
| 20 | Míchel                | Middenvelder |            | Real Madrid        |
| BC | Miguel Muñoz          |              |            |                    |

## Wereldkampioenschap voetbal 1990
- Resultaat: Tweede ronde

data corresponderend met situatie voorafgaand aan toernooi
| #  | Naam                   | Positie      | Interlands | Club               |
| -- | ---------------------- | ------------ | ---------- | ------------------ |
| 1  | Andoni Zubizarreta     | Doelman      |            | FC Barcelona       |
| 2  | Chendo                 | Verdediger   |            | Real Madrid        |
| 3  | Manuel Jiménez         | Verdediger   |            | Sevilla FC         |
| 4  | Genar Andrinúa         | Verdediger   |            | Athletic de Bilbao |
| 5  | Manuel Sanchís         | Verdediger   |            | Real Madrid        |
| 6  | Rafael Martín Vázquez  | Middenvelder |            | Real Madrid        |
| 7  | Miguel Pardeza         | Aanvaller    |            | Real Zaragoza      |
| 8  | Quique Sánchez Flores  | Verdediger   |            | Valencia CF        |
| 9  | Emilio Butragueño      | Aanvaller    |            | Real Madrid        |
| 10 | Fernando Gómez         | Middenvelder |            | Valencia CF        |
| 11 | Francisco Villaroya    | Middenvelder |            | Real Zaragoza      |
| 12 | Rafael Alkorta         | Verdediger   |            | Athletic de Bilbao |
| 13 | Juan Carlos Ablanedo   | Doelman      |            | Sporting Gijón     |
| 14 | Alberto Górriz         | Verdediger   |            | Real Sociedad      |
| 15 | Roberto Fernández      | Middenvelder |            | FC Barcelona       |
| 16 | José Mari Bakero       | Middenvelder |            | FC Barcelona       |
| 17 | Fernando Hierro        | Verdediger   |            | Real Madrid        |
| 18 | Rafael Paz             | Middenvelder |            | Sevilla FC         |
| 19 | Julio Salinas          | Aanvaller    |            | FC Barcelona       |
| 20 | Manolo                 | Aanvaller    |            | Atlético Madrid    |
| 21 | Míchel                 | Middenvelder |            | Real Madrid        |
| 22 | José Manuel Ochotorena | Doelman      |            | Valencia CF        |
| BC | Luis Suárez            |              |            |                    |

## Olympische Spelen 1992
- Resultaat:  Winnaar

data corresponderend met situatie voorafgaand aan toernooi
| #  | Naam               | Positie      | Interlands | Club               |
| -- | ------------------ | ------------ | ---------- | ------------------ |
| 1  | Santiago Cañizares | Doelman      |            | UD Mérida          |
| 2  | Albert Ferrer      | Verdediger   |            | FC Barcelona       |
| 3  | Mikel Lasa         | Verdediger   |            | Real Madrid        |
| 4  | Roberto Solozábal  | Verdediger   |            | Atlético de Madrid |
| 5  | Juan Manuel López  | Verdediger   |            | Atlético de Madrid |
| 6  | David Villabona    | Middenvelder |            | Athletic Bilbao    |
| 7  | José Amavisca      | Middenvelder |            | UE Lleida          |
| 8  | Luis Enrique       | Middenvelder |            | Real Madrid        |
| 9  | Josep Guardiola    | Middenvelder |            | FC Barcelona       |
| 10 | Abelardo           | Verdediger   |            | Sporting Gijón     |
| 11 | Javier Manjarín    | Aanvaller    |            | Sporting de Gijón  |
| 13 | Antoni Jiménez     | Doelman      |            | UE Figueres        |
| 14 | Gabriel Vidal      | Middenvelder |            | RCD Mallorca       |
| 15 | Francisco Soler    | Middenvelder |            | RCD Mallorca       |
| 16 | Miguel Hernández   | Verdediger   |            | Rayo Vallecano     |
| 17 | Rafael Berges      | Verdediger   |            | CD Tenerife        |
| 18 | Antoni Pinilla     | Aanvaller    |            | RCD Mallorca       |
| 19 | Kiko               | Aanvaller    |            | Cádiz CF           |
| 20 | Alfonso Pérez      | Aanvaller    |            | Real Madrid        |
| BC | Vicente Miera      |              |            |                    |

## Wereldkampioenschap voetbal 1994
- Resultaat: Kwartfinale

data corresponderend met situatie voorafgaand aan toernooi
| #  | Naam                  | Positie      | Interlands | Club                   |
| -- | --------------------- | ------------ | ---------- | ---------------------- |
| 1  | Andoni Zubizarreta    | Doelman      | 87         | FC Barcelona           |
| 2  | Albert Ferrer         | Verdediger   | 15         | FC Barcelona           |
| 3  | Jorge Otero           | Verdediger   | 4          | Celta de Vigo          |
| 4  | Francisco Camarasca   | Verdediger   | 7          | Valencia CF            |
| 5  | Abelardo              | Verdediger   | 8          | Sporting Gijón         |
| 6  | Fernando Hierro       | Verdediger   | 23         | Real Madrid            |
| 7  | Ion Andoni Goikoetxea | Middenvelder | 21         | FC Barcelona           |
| 8  | Julen Guerrero        | Middenvelder | 8          | Athletic de Bilbao     |
| 9  | Josep Guardiola       | Middenvelder | 24         | FC Barcelona           |
| 10 | José Bakero           | Middenvelder | 25         | FC Barcelona           |
| 11 | Aitor Beguiristain    | Aanvaller    | 20         | FC Barcelona           |
| 12 | Sergi                 | Verdediger   | 1          | FC Barcelona           |
| 13 | Santiago Cañizares    | Doelman      | 3          | Celta de Vigo          |
| 14 | Juanele               | Aanvaller    | 4          | Sporting Gijón         |
| 15 | José Caminero         | Middenvelder | 3          | Atlético de Madrid     |
| 16 | Felipe Minambres      | Aanvaller    | 5          | CD Tenerife            |
| 17 | Salvador Gonzales     | Verdediger   | 4          | Deportivo de La Coruña |
| 18 | Rafael Alkorta        | Verdediger   | 18         | Athletic de Bilbao     |
| 19 | Julio Salinas         | Aanvaller    | 42         | FC Barcelona           |
| 20 | Miguel Ángel Nadal    | Verdediger   | 11         | FC Barcelona           |
| 21 | Luis Enrique          | Middenvelder | 4          | Real Madrid            |
| 22 | Julen Lopetegui       | Doelman      | 1          | CD Logroñés            |
| BC | Javier Clemente       |              |            |                        |

## Europees kampioenschap voetbal 1996
- Resultaat: Kwartfinale

data corresponderend met situatie voorafgaand aan toernooi
| #  | Naam                  | Positie      | Interlands | Club                   |
| -- | --------------------- | ------------ | ---------- | ---------------------- |
| 1  | Andoni Zubizarreta    | Doelman      |            | Valencia CF            |
| 2  | Juan Manuel López     | Verdediger   |            | Atlético Madrid        |
| 3  | Alberto Belsúe        | Verdediger   |            | Real Zaragoza          |
| 4  | Rafael Alkorta        | Verdediger   |            | Real Madrid            |
| 5  | Abelardo              | Verdediger   |            | FC Barcelona           |
| 6  | Fernando Hierro       | Verdediger   |            | Real Madrid            |
| 7  | José Amavisca         | Aanvaller    |            | Real Madrid            |
| 8  | Julen Guerrero        | Middenvelder |            | Athletic de Bilbao     |
| 9  | Juan Antonio Pizzi    | Aanvaller    |            | CD Tenerife            |
| 10 | Donato                | Middenvelder |            | Deportivo de La Coruña |
| 11 | Alfonso Pérez         | Aanvaller    |            | Real Betis             |
| 12 | Sergi                 | Verdediger   |            | FC Barcelona           |
| 13 | Santiago Cañizares    | Doelman      |            | Real Madrid            |
| 14 | Kiko                  | Aanvaller    |            | Atlético de Madrid     |
| 15 | José Caminero         | Middenvelder |            | Atlético de Madrid     |
| 16 | Jorge Otero           | Verdediger   |            | Valencia CF            |
| 17 | Javier Manjarín       | Aanvaller    |            | Deportivo de La Coruña |
| 18 | Guillermo Amor        | Middenvelder |            | FC Barcelona           |
| 19 | Julio Salinas         | Aanvaller    |            | Sporting de Gijón      |
| 20 | Miguel Ángel Nadal    | Verdediger   |            | FC Barcelona           |
| 21 | Luis Enrique          | Middenvelder |            | Real Madrid            |
| 22 | José Francisco Molina | Doelman      |            | Atlético de Madrid     |
| BC | Javier Clemente       |              |            |                        |

## Olympische Spelen 1996
- Resultaat: Kwartfinale

data corresponderend met situatie voorafgaand aan toernooi
| #  | Naam               | Positie      | Interlands | Club               |
| -- | ------------------ | ------------ | ---------- | ------------------ |
| 1  | Juan Luis Mora     | Doelman      |            | Real Oviedo        |
| 2  | Gaizka Mendieta    | Middenvelder |            | Valencia CF        |
| 3  | Agustín Aranzábal  | Verdediger   |            | Real Sociedad      |
| 4  | Javi Navarro       | Verdediger   |            | Valencia CF        |
| 5  | Santiago Denia     | Verdediger   |            | Atlético de Madrid |
| 6  | Òscar García       | Aanvaller    |            | FC Barcelona       |
| 7  | Raúl González      | Aanvaller    |            | Real Madrid        |
| 8  | Roberto Fresnedoso | Middenvelder |            | Atlético de Madrid |
| 9  | Sergio Corino      | Aanvaller    |            | Athletic de Bilbao |
| 10 | José Ignacio Sáenz | Middenvelder |            | Valencia CF        |
| 11 | Iñigo Idiakez      | Middenvelder |            | Real Sociedad      |
| 12 | Aitor Karanka      | Verdediger   |            | Athletic de Bilbao |
| 13 | Jorge Aizkorreta   | Doelman      |            | Athletic de Bilbao |
| 14 | Fernando Morientes | Aanvaller    |            | Real Zaragoza      |
| 15 | Iván de la Peña    | Middenvelder |            | FC Barcelona       |
| 16 | Jordi Lardín       | Aanvaller    |            | RCD Espanyol       |
| 17 | José Manuel Suárez | Verdediger   |            | Valencia CF        |
| 18 | Dani García        | Aanvaller    |            | Real Zaragoza      |
| BC | Javier Clemente    |              |            |                    |

## Wereldkampioenschap voetbal 1998
- Resultaat: Eerste ronde

data corresponderend met situatie voorafgaand aan toernooi
| #  | Naam                  | Positie      | Interlands | Club               |
| -- | --------------------- | ------------ | ---------- | ------------------ |
| 1  | Andoni Zubizarreta    | Doelman      | 123        | Valencia CF        |
| 2  | Albert Ferrer         | Verdediger   | 34         | FC Barcelona       |
| 3  | Agustín Aranzábal     | Verdediger   | 6          | Real Sociedad      |
| 4  | Rafael Alkorta        | Verdediger   | 48         | Athletic de Bilbao |
| 5  | Abelardo              | Verdediger   | 40         | FC Barcelona       |
| 6  | Fernando Hierro       | Verdediger   | 55         | Real Madrid        |
| 7  | Fernando Morientes    | Aanvaller    | 2          | Real Madrid        |
| 8  | Julen Guerrero        | Middenvelder | 31         | Athletic de Bilbao |
| 9  | Juan Antonio Pizzi    | Aanvaller    | 21         | FC Barcelona       |
| 10 | Raúl González         | Aanvaller    | 13         | Real Madrid        |
| 11 | Alfonso Pérez         | Aanvaller    | 26         | Real Betis         |
| 12 | Sergi                 | Verdediger   | 33         | FC Barcelona       |
| 13 | Santiago Cañizares    | Doelman      | 10         | Real Madrid        |
| 14 | Iván Campo            | Verdediger   | 2          | RCD Mallorca       |
| 15 | Juan Carlos Aguilera  | Verdediger   | 4          | Atlético de Madrid |
| 16 | Albert Celades        | Middenvelder | 1          | FC Barcelona       |
| 17 | Joseba Etxeberría     | Aanvaller    | 4          | Athletic de Bilbao |
| 18 | Guillermo Amor        | Middenvelder | 33         | FC Barcelona       |
| 19 | Kiko                  | Aanvaller    | 20         | Atlético de Madrid |
| 20 | Miguel Ángel Nadal    | Verdediger   | 43         | FC Barcelona       |
| 21 | Luis Enrique          | Middenvelder | 35         | FC Barcelona       |
| 22 | José Francisco Molina | Doelman      | 1          | Atlético de Madrid |
| BC | Javier Clemente       |              |            |                    |

## Europees kampioenschap voetbal 2000
- Resultaat: Kwartfinale

data corresponderend met situatie voorafgaand aan toernooi
| #  | Naam                  | Positie      | Interlands | Club                   |
| -- | --------------------- | ------------ | ---------- | ---------------------- |
| 1  | Santiago Cañizares    | Doelman      | 24         | Valencia CF            |
| 2  | Míchel Salgado        | Verdediger   | 13         | Real Madrid            |
| 3  | Agustín Aranzábal     | Verdediger   | 18         | Real Sociedad          |
| 4  | Josep Guardiola       | Middenvelder | 35         | FC Barcelona           |
| 5  | Abelardo              | Verdediger   | 43         | FC Barcelona           |
| 6  | Fernando Hierro       | Verdediger   | 71         | Real Madrid            |
| 7  | Iván Helguera         | Middenvelder | 6          | Real Madrid            |
| 8  | Fran                  | Middenvelder | 10         | Deportivo de La Coruña |
| 9  | Pedro Munitis         | Aanvaller    | 10         | Racing de Santander    |
| 10 | Raúl González         | Aanvaller    | 31         | Real Madrid            |
| 11 | Alfonso Pérez         | Aanvaller    | 32         | Real Betis             |
| 12 | Sergi                 | Verdediger   | 44         | FC Barcelona           |
| 13 | Iker Casillas         | Doelman      | 1          | Real Madrid            |
| 14 | Gerard López          | Middenvelder | 0          | Valencia CF            |
| 15 | Vicente Engonga       | Verdediger   | 13         | RCD Mallorca           |
| 16 | Gaizka Mendieta       | Middenvelder | 13         | Valencia CF            |
| 17 | Joseba Etxeberría     | Aanvaller    | 26         | Athletic de Bilbao     |
| 18 | Ismael Urzaíz         | Middenvelder | 16         | Athletic de Bilbao     |
| 19 | Paco                  | Verdediger   | 12         | Real Zaragoza          |
| 20 | Juan Velasco          | Verdediger   | 3          | Celta de Vigo          |
| 21 | Juan Carlos Valerón   | Middenvelder | 9          | Atlético de Madrid     |
| 22 | José Francisco Molina | Doelman      | 8          | Atlético de Madrid     |
| BC | José Antonio Camacho  |              |            |                        |

## Olympische Spelen 2000
- Resultaat:  Tweede plaats

data corresponderend met situatie voorafgaand aan toernooi
| #  | Naam                | Positie      | Interlands | Club                   |
| -- | ------------------- | ------------ | ---------- | ---------------------- |
| 1  | Daniel Aranzubia    | Doelman      |            | Athletic de Bilbao     |
| 2  | Jesús María Lacruz  | Verdediger   |            | Athletic de Bilbao     |
| 3  | Joan Capdevila      | Verdediger   |            | Deportivo de La Coruña |
| 4  | Carlos Marchena     | Verdediger   |            | SL Benfica             |
| 5  | Unai Vergara        | Verdediger   |            | Villarreal CF          |
| 6  | David Albelda       | Middenvelder |            | Valencia CF            |
| 7  | Miguel Ángel Angulo | Middenvelder |            | Valencia CF            |
| 8  | Xavi Hernández      | Middenvelder |            | FC Barcelona           |
| 9  | José Mari           | Aanvaller    |            | AC Milan               |
| 10 | Gabri García        | Middenvelder |            | FC Barcelona           |
| 11 | Jordi Ferrón        | Middenvelder |            | Real Zaragoza          |
| 12 | Carles Puyol        | Verdediger   |            | FC Barcelona           |
| 13 | Albert Luque        | Aanvaller    |            | RCD Mallorca           |
| 14 | Iván Amaya          | Verdediger   |            | Atlético de Madrid     |
| 15 | Ismael Ruíz         | Middenvelder |            | Racing de Santander    |
| 16 | Antoni Velamazán    | Middenvelder |            | RCD Espanyol           |
| 17 | Raúl Tamudo         | Aanvaller    |            | RCD Espanyol           |
| 18 | Felipe Ortíz        | Doelman      |            | CF Extremadura         |
| BC | Iñaki Sáez          |              |            |                        |

## Wereldkampioenschap voetbal 2002
- Resultaat: Kwartfinale

data corresponderend met situatie voorafgaand aan toernooi
| #  | Naam                 | Positie      | Interlands (doelpunten) | Club                   |
| -- | -------------------- | ------------ | ----------------------- | ---------------------- |
| 1  | Iker Casillas        | Doelman      | 11 (0)                  | Real Madrid            |
| 2  | Curro Torres         | Verdediger   | 4 (0)                   | Valencia CF            |
| 3  | Juanfran             | Verdediger   | 7 (0)                   | Celta de Vigo          |
| 4  | Iván Helguera        | Verdediger   | 22 (2)                  | Real Madrid            |
| 5  | Carles Puyol         | Verdediger   | 45 (1)                  | FC Barcelona           |
| 6  | Fernando Hierro      | Verdediger   | 85 (27)                 | Real Madrid            |
| 7  | Raúl González        | Aanvaller    | 51 (25)                 | Real Madrid            |
| 8  | Rubén Baraja         | Middenvelder | 10 (3)                  | Valencia CF            |
| 9  | Fernando Morientes   | Aanvaller    | 19 (14)                 | Real Madrid            |
| 10 | Diego Tristán        | Aanvaller    | 7 (2)                   | Deportivo de La Coruña |
| 11 | Javier De Pedro      | Middenvelder | 5 (1)                   | Real Sociedad          |
| 12 | Albert Luque         | Aanvaller    | 0 (0)                   | RCD Mallorca           |
| 13 | Ricardo López        | Doelman      | 1 (0)                   | Real Valladolid        |
| 14 | David Albelda        | Middenvelder | 2 (0)                   | Valencia CF            |
| 15 | Enrique Romero       | Verdediger   | 3 (0)                   | Deportivo de La Coruña |
| 16 | Gaizka Mendieta      | Middenvelder | 32 (7)                  | Lazio Roma             |
| 17 | Juan Carlos Valerón  | Middenvelder | 21 (0)                  | Deportivo de La Coruña |
| 18 | Sergio González      | Middenvelder | 5 (0)                   | Deportivo de La Coruña |
| 19 | Xavi Hernández       | Middenvelder | 3 (0)                   | FC Barcelona           |
| 20 | Miguel Ángel Nadal   | Verdediger   | 58 (3)                  | RCD Mallorca           |
| 21 | Luis Enrique         | Middenvelder | 57 (12)                 | FC Barcelona           |
| 22 | Joaquín Sánchez      | Middenvelder | 3 (0)                   | Real Betis             |
| 23 | Pedro Contreras      | Doelman      | 0 (0)                   | Málaga CF              |
| BC | José Antonio Camacho |              |                         |                        |

## Europees kampioenschap voetbal 2004
- Resultaat: Eerste ronde

data corresponderend met situatie voorafgaand aan toernooi
| #  | Naam                | Positie      | Interlands (doelpunten) | Club                   |
| -- | ------------------- | ------------ | ----------------------- | ---------------------- |
| 1  | Santiago Cañizares  | Doelman      | 42 (0)                  | Valencia CF            |
| 2  | Joan Capdevila      | Verdediger   | 3 (0)                   | Deportivo de La Coruña |
| 3  | Carlos Marchena     | Verdediger   | 14 (0)                  | Valencia CF            |
| 4  | David Albelda       | Middenvelder | 15 (0)                  | Valencia CF            |
| 5  | Carles Puyol        | Verdediger   | 45 (1)                  | FC Barcelona           |
| 6  | Iván Helguera       | Verdediger   | 40 (3)                  | Real Madrid            |
| 7  | Raúl González       | Aanvaller    | 71 (38)                 | Real Madrid            |
| 8  | Rubén Baraja        | Middenvelder | 31 (6)                  | Valencia CF            |
| 9  | Fernando Torres     | Aanvaller    | 5 (1)                   | Atlético de Madrid     |
| 10 | Fernando Morientes  | Aanvaller    | 32 (21)                 | AS Monaco              |
| 11 | Albert Luque        | Aanvaller    | 5 (0)                   | Deportivo de La Coruña |
| 12 | Gabri García        | Verdediger   | 2 (0)                   | FC Barcelona           |
| 13 | Daniel Aranzubia    | Doelman      | 0 (0)                   | Athletic de Bilbao     |
| 14 | Vicente Rodríguez   | Middenvelder | 23 (1)                  | Valencia CF            |
| 15 | Raúl Bravo          | Verdediger   | 10 (0)                  | Real Madrid            |
| 16 | Xabi Alonso         | Middenvelder | 8 (0)                   | Real Sociedad          |
| 17 | Joseba Etxeberría   | Aanvaller    | 37 (4)                  | Athletic de Bilbao     |
| 18 | César Martín        | Verdediger   | 11 (2)                  | Deportivo de La Coruña |
| 19 | Joaquín Sánchez     | Middenvelder | 19 (2)                  | Real Betis             |
| 20 | Xavi Hernández      | Middenvelder | 18 (0)                  | FC Barcelona           |
| 21 | Juan Carlos Valerón | Aanvaller    | 38 (3)                  | Deportivo de La Coruña |
| 22 | Juanito             | Verdediger   | 5 (0)                   | Real Betis             |
| 23 | Iker Casillas       | Doelman      | 36 (0)                  | Real Madrid            |
| BC | Iñaki Sáez          |              |                         |                        |

## Wereldkampioenschap voetbal 2006
- Resultaat: Achtste finale

data corresponderend met situatie voorafgaand aan toernooi
| #  | Naam               | Positie      | Interlands (doelpunten) | Club               |
| -- | ------------------ | ------------ | ----------------------- | ------------------ |
| 1  | Iker Casillas      | Doelman      | 58 (0)                  | Real Madrid        |
| 2  | Míchel Salgado     | Verdediger   | 49 (0)                  | Real Madrid        |
| 3  | Mariano Pernía     | Verdediger   | 0 (0)                   | Getafe CF          |
| 4  | Carlos Marchena    | Verdediger   | 27 (1)                  | Valencia CF        |
| 5  | Carles Puyol       | Verdediger   | 45 (1)                  | FC Barcelona       |
| 6  | David Albelda      | Middenvelder | 32 (0)                  | Valencia CF        |
| 7  | Raúl González      | Aanvaller    | 93 (42)                 | Real Madrid        |
| 8  | Xavi Hernández     | Middenvelder | 34 (1)                  | FC Barcelona       |
| 9  | Fernando Torres    | Aanvaller    | 28 (9)                  | Atlético de Madrid |
| 10 | José Antonio Reyes | Aanvaller    | 17 (3)                  | Arsenal FC         |
| 11 | Luis García        | Aanvaller    | 8 (3)                   | Liverpool FC       |
| 12 | Antonio López      | Verdediger   | 9 (1)                   | Atlético de Madrid |
| 13 | Andrés Iniesta     | Middenvelder | 1 (0)                   | FC Barcelona       |
| 14 | Xabi Alonso        | Middenvelder | 24 (0)                  | Liverpool FC       |
| 15 | Sergio Ramos       | Verdediger   | 9 (2)                   | Real Madrid        |
| 16 | Marcos Senna       | Middenvelder | 2 (0)                   | Villarreal CF      |
| 17 | Joaquín Sánchez    | Middenvelder | 37 (4)                  | Real Betis         |
| 18 | Francesc Fàbregas  | Middenvelder | 2 (0)                   | Arsenal FC         |
| 19 | Santiago Cañizares | Doelman      | 44 (0)                  | Valencia CF        |
| 20 | Juanito            | Verdediger   | 14 (1)                  | Real Betis         |
| 21 | David Villa        | Aanvaller    | 6 (2)                   | Valencia CF        |
| 22 | Pablo Ibáñez       | Verdediger   | 9 (0)                   | Atlético de Madrid |
| 23 | José Manuel Reina  | Doelman      | 2 (0)                   | Liverpool FC       |
| BC | Luis Aragonés      |              |                         |                    |

## Europees kampioenschap voetbal 2008
- Resultaat:  Winnaar

data corresponderend met situatie voorafgaand aan toernooi
| #  | Naam                       | Positie      | Interlands (doelpunten) | Club          |
| -- | -------------------------- | ------------ | ----------------------- | ------------- |
| 1  | Iker Casillas              | Doelman      | 75 (0)                  | Real Madrid   |
| 2  | Raúl Albiol                | Verdediger   | 4 (0)                   | Valencia CF   |
| 3  | Fernando Navarro           | Verdediger   | 0 (0)                   | RCD Mallorca  |
| 4  | Carlos Marchena            | Verdediger   | 40 (2)                  | Valencia CF   |
| 5  | Carles Puyol               | Verdediger   | 59 (2)                  | FC Barcelona  |
| 6  | Andrés Iniesta             | Middenvelder | 22 (5)                  | FC Barcelona  |
| 7  | David Villa                | Aanvaller    | 30 (13)                 | Valencia CF   |
| 8  | Xavi Hernández             | Middenvelder | 56 (5)                  | FC Barcelona  |
| 9  | Fernando Torres            | Aanvaller    | 47 (15)                 | Liverpool FC  |
| 10 | Francesc Fàbregas          | Middenvelder | 24 (0)                  | Arsenal FC    |
| 11 | Joan Capdevila             | Verdediger   | 16 (2)                  | Villarreal CF |
| 12 | Santiago Cazorla           | Middenvelder | 0 (0)                   | Villarreal CF |
| 13 | Andrés Palop               | Doelman      | 0 (0)                   | Sevilla FC    |
| 14 | Xabi Alonso                | Middenvelder | 41 (1)                  | Liverpool FC  |
| 15 | Sergio Ramos               | Verdediger   | 32 (4)                  | Real Madrid   |
| 16 | Sergio García de la Fuente | Aanvaller    | 0 (0)                   | Real Zaragoza |
| 17 | Daniel Güiza               | Aanvaller    | 2 (0)                   | RCD Mallorca  |
| 18 | Álvaro Arbeloa             | Verdediger   | 1 (0)                   | Liverpool FC  |
| 19 | Marcos Senna               | Middenvelder | 9 (0)                   | Villarreal CF |
| 20 | Juanito                    | Verdediger   | 23 (2)                  | Real Betis    |
| 21 | David Silva                | Aanvaller    | 12 (2)                  | Valencia CF   |
| 22 | Rubén De la Red            | Middenvelder | 0 (0)                   | Getafe CF     |
| 23 | José Manuel Reina          | Doelman      | 9 (0)                   | Liverpool FC  |
| BC | Luis Aragonés              |              |                         |               |

## FIFA Confederations Cup 2009
- Resultaat:  Derde plaats

data corresponderend met situatie voorafgaand aan toernooi
| #  | Naam               | Positie      | Interlands (doelpunten) | Club               |
| -- | ------------------ | ------------ | ----------------------- | ------------------ |
| 1  | Iker Casillas      | Doelman      | 92 (0)                  | Real Madrid        |
| 2  | Raúl Albiol        | Verdediger   | 13 (0)                  | Valencia CF        |
| 3  | Gerard Piqué       | Verdediger   | 3 (1)                   | FC Barcelona       |
| 4  | Carlos Marchena    | Verdediger   | 51 (2)                  | Valencia CF        |
| 5  | Carles Puyol       | Verdediger   | 73 (2)                  | FC Barcelona       |
| 6  | Pablo Hernández    | Middenvelder | 0 (0)                   | Valencia CF        |
| 7  | David Villa        | Aanvaller    | 43 (25)                 | Valencia CF        |
| 8  | Xavi Hernández     | Middenvelder | 71 (8)                  | FC Barcelona       |
| 9  | Fernando Torres    | Aanvaller    | 61 (18)                 | Liverpool FC       |
| 10 | Francesc Fàbregas  | Middenvelder | 37 (1)                  | Arsenal FC         |
| 11 | Joan Capdevila     | Verdediger   | 32 (4)                  | Villarreal CF      |
| 12 | Sergi Busquets     | Middenvelder | 1 (0)                   | FC Barcelona       |
| 13 | Diego López        | Doelman      | 0 (0)                   | Villarreal CF      |
| 14 | Xabi Alonso        | Middenvelder | 56 (4)                  | Liverpool FC       |
| 15 | Sergio Ramos       | Verdediger   | 48 (4)                  | Real Madrid        |
| 16 | Fernando Llorente  | Aanvaller    | 3 (1)                   | Athletic de Bilbao |
| 17 | Daniel Güiza       | Aanvaller    | 14 (2)                  | Fenerbahçe SK      |
| 18 | Albert Riera       | Middenvelder | 8 (2)                   | Liverpool FC       |
| 19 | Álvaro Arbeloa     | Verdediger   | 5 (0)                   | Liverpool FC       |
| 20 | Santiago Cazorla   | Middenvelder | 15 (1)                  | Villarreal CF      |
| 21 | David Silva        | Aanvaller    | 23 (3)                  | Valencia CF        |
| 22 | Juan Manuel Mata   | Aanvaller    | 1 (0)                   | Valencia CF        |
| 23 | José Manuel Reina  | Doelman      | 13 (0)                  | Liverpool FC       |
| BC | Vicente Del Bosque |              |                         |                    |

## Wereldkampioenschap voetbal 2010
- Resultaat:  Winnaar

data corresponderend met situatie voorafgaand aan toernooi
| #  | Naam               | Positie      | Interlands (doelpunten) | Club               |
| -- | ------------------ | ------------ | ----------------------- | ------------------ |
| 1  | Iker Casillas      | Doelman      | 104 (0)                 | Real Madrid        |
| 2  | Raúl Albiol        | Verdediger   | 23 (0)                  | Real Madrid        |
| 3  | Gerard Piqué       | Verdediger   | 16 (4)                  | FC Barcelona       |
| 4  | Carlos Marchena    | Verdediger   | 59 (2)                  | Valencia CF        |
| 5  | Carles Puyol       | Verdediger   | 83 (2)                  | FC Barcelona       |
| 6  | Andrés Iniesta     | Middenvelder | 43 (6)                  | FC Barcelona       |
| 7  | David Villa        | Aanvaller    | 58 (37)                 | FC Barcelona       |
| 8  | Xavi Hernández     | Middenvelder | 87 (8)                  | FC Barcelona       |
| 9  | Fernando Torres    | Aanvaller    | 73 (23)                 | Liverpool FC       |
| 10 | Francesc Fàbregas  | Middenvelder | 49 (5)                  | Arsenal FC         |
| 11 | Joan Capdevila     | Verdediger   | 46 (4)                  | Villarreal CF      |
| 12 | Víctor Valdés      | Doelman      | 1 (0)                   | FC Barcelona       |
| 13 | Juan Manuel Mata   | Aanvaller    | 8 (3)                   | Valencia CF        |
| 14 | Xabi Alonso        | Middenvelder | 69 (8)                  | Real Madrid        |
| 15 | Sergio Ramos       | Verdediger   | 60 (5)                  | Real Madrid        |
| 16 | Sergi Busquets     | Middenvelder | 13 (0)                  | FC Barcelona       |
| 17 | Álvaro Arbeloa     | Verdediger   | 15 (0)                  | Real Madrid        |
| 18 | Pedro Rodríguez    | Aanvaller    | 3 (0)                   | FC Barcelona       |
| 19 | Fernando Llorente  | Aanvaller    | 7 (3)                   | Athletic de Bilbao |
| 20 | Javier Martínez    | Middenvelder | 2 (0)                   | Athletic de Bilbao |
| 21 | David Silva        | Aanvaller    | 36 (6)                  | Valencia CF        |
| 22 | Jesús Navas        | Aanvaller    | 6 (1)                   | Sevilla FC         |
| 23 | José Manuel Reina  | Doelman      | 20 (0)                  | Liverpool FC       |
| BC | Vicente Del Bosque |              |                         |                    |

## Europees kampioenschap voetbal 2012
- Resultaat:  Winnaar

data corresponderend met situatie voorafgaand aan toernooi
| #  | Naam               | Positie      | Interlands (doelpunten) | Club               |
| -- | ------------------ | ------------ | ----------------------- | ------------------ |
| 1  | Iker Casillas      | Doelman      | 129 (0)                 | Real Madrid        |
| 2  | Raúl Albiol        | Verdediger   | 32 (0)                  | Real Madrid        |
| 3  | Gerard Piqué       | Verdediger   | 38 (4)                  | FC Barcelona       |
| 4  | Javier Martínez    | Middenvelder | 7 (0)                   | Athletic de Bilbao |
| 5  | Juanfran           | Verdediger   | 1 (0)                   | Atlético Madrid    |
| 6  | Andrés Iniesta     | Middenvelder | 64 (11)                 | FC Barcelona       |
| 7  | Pedro Rodríguez    | Aanvaller    | 14 (2)                  | FC Barcelona       |
| 8  | Xavi Hernández     | Middenvelder | 108 (10)                | FC Barcelona       |
| 9  | Fernando Torres    | Aanvaller    | 91 (27)                 | Chelsea FC         |
| 10 | Francesc Fàbregas  | Middenvelder | 63 (8)                  | FC Barcelona       |
| 11 | Álvaro Negredo     | Aanvaller    | 7 (5)                   | Sevilla FC         |
| 12 | Víctor Valdés      | Doelman      | 7 (0)                   | FC Barcelona       |
| 13 | Juan Manuel Mata   | Aanvaller    | 16 (5)                  | Chelsea FC         |
| 14 | Xabi Alonso        | Middenvelder | 94 (12)                 | Real Madrid        |
| 15 | Sergio Ramos       | Verdediger   | 84 (6)                  | Real Madrid        |
| 16 | Sergi Busquets     | Middenvelder | 38 (0)                  | FC Barcelona       |
| 17 | Álvaro Arbeloa     | Verdediger   | 33 (0)                  | Real Madrid        |
| 18 | Jordi Alba         | Verdediger   | 3 (0)                   | Valencia CF        |
| 19 | Fernando Llorente  | Aanvaller    | 20 (7)                  | Athletic de Bilbao |
| 20 | Santiago Cazorla   | Middenvelder | 41 (5)                  | Málaga CF          |
| 21 | David Silva        | Aanvaller    | 55 (15)                 | Manchester City FC |
| 22 | Jesús Navas        | Aanvaller    | 15 (1)                  | Sevilla FC         |
| 23 | José Manuel Reina  | Doelman      | 24 (0)                  | Liverpool FC       |
| BC | Vicente Del Bosque |              |                         |                    |

## Olympische Spelen 2012
- Resultaat: Groepsfase

data corresponderend met situatie voorafgaand aan toernooi
| #  | Naam              | Positie      | Interlands (doelpunten) | Club                     |
| -- | ----------------- | ------------ | ----------------------- | ------------------------ |
| 1  | David De Gea      | Doelman      |                         | Manchester United        |
| 2  | César Azpilicueta | Verdediger   |                         | Olympique Marseille      |
| 3  | Álvaro Domínguez  | Verdediger   |                         | Borussia Mönchengladbach |
| 4  | Javier Martínez   | Middenvelder |                         | Athletic de Bilbao       |
| 5  | Iñigo Martínez    | Verdediger   |                         | Real Sociedad            |
| 6  | Jordi Alba        | Verdediger   |                         | FC Barcelona             |
| 7  | Adrián López      | Aanvaller    |                         | Atlético Madrid          |
| 8  | Iker Muniain      | Middenvelder |                         | Athletic de Bilbao       |
| 9  | Rodrigo Moreno    | Aanvaller    |                         | SL Benfica               |
| 10 | Juan Manuel Mata  | Aanvaller    |                         | Chelsea FC               |
| 11 | Koke              | Middenvelder |                         | Atlético Madrid          |
| 12 | Martín Montoya    | Verdediger   |                         | FC Barcelona             |
| 13 | Alberto Botía     | Verdediger   |                         | Sporting Gijón           |
| 14 | Oriol Romeu       | Middenvelder |                         | Chelsea FC               |
| 15 | Isco              | Middenvelder |                         | Málaga CF                |
| 16 | Cristian Tello    | Aanvaller    |                         | FC Barcelona             |
| 17 | Ander Herrera     | Middenvelder |                         | Athletic de Bilbao       |
| 18 | Diego Mariño      | Doelman      |                         | Villarreal CF            |
| BC | Luis Milla        |              |                         |                          |

## FIFA Confederations Cup 2013
- Resultaat:  Tweede plaats

data corresponderend met situatie voorafgaand aan toernooi
| #  | Naam               | Positie      | Interlands (doelpunten) | Club            |
| -- | ------------------ | ------------ | ----------------------- | --------------- |
| 1  | Iker Casillas      | Doelman      | 145 (0)                 | Real Madrid     |
| 2  | Raúl Albiol        | Verdediger   | 39 (0)                  | Valencia CF     |
| 3  | Gerard Piqué       | Verdediger   | 51 (4)                  | FC Barcelona    |
| 4  | Javier Martínez    | Middenvelder | 9 (0)                   | Bayern München  |
| 5  | César Azpilicueta  | Verdediger   | 2 (0)                   | Chelsea FC      |
| 6  | Andrés Iniesta     | Middenvelder | 80 (11)                 | FC Barcelona    |
| 7  | David Villa        | Aanvaller    | 88 (53)                 | FC Barcelona    |
| 8  | Xavi Hernández     | Middenvelder | 120 (12)                | FC Barcelona    |
| 9  | Fernando Torres    | Aanvaller    | 101 (31)                | Chelsea FC      |
| 10 | Francesc Fàbregas  | Middenvelder | 79 (13)                 | FC Barcelona    |
| 11 | Pedro Rodríguez    | Aanvaller    | 26 (12)                 | FC Barcelona    |
| 12 | Víctor Valdés      | Doelman      | 13 (0)                  | FC Barcelona    |
| 13 | Juan Mata          | Aanvaller    | 25 (7)                  | Chelsea FC      |
| 14 | Roberto Soldado    | Aanvaller    | 8 (4)                   | Valencia CF     |
| 15 | Sergio Ramos       | Verdediger   | 102 (9)                 | Real Madrid     |
| 16 | Sergio Busquets    | Middenvelder | 54 (0)                  | FC Barcelona    |
| 17 | Álvaro Arbeloa     | Verdediger   | 47 (0)                  | Real Madrid     |
| 18 | Jordi Alba         | Verdediger   | 17 (2)                  | FC Barcelona    |
| 19 | Ignacio Monreal    | Verdediger   | 12 (0)                  | Arsenal FC      |
| 20 | Santiago Cazorla   | Middenvelder | 53 (9)                  | Arsenal FC      |
| 21 | David Silva        | Aanvaller    | 70 (18)                 | Manchester City |
| 22 | Jesús Navas        | Middenvelder | 23 (2)                  | Sevilla FC      |
| 23 | José Manuel Reina  | Doelman      | 26 (0)                  | Liverpool FC    |
| BC | Vicente Del Bosque |              |                         |                 |

## Wereldkampioenschap voetbal 2014
- Resultaat: Groepsfase

data corresponderend met situatie voorafgaand aan toernooi
| #  | Naam               | Positie      | Interlands (doelpunten) | Club              |
| -- | ------------------ | ------------ | ----------------------- | ----------------- |
| 1  | Iker Casillas      | Doelman      | 153 (0)                 | Real Madrid       |
| 2  | Raúl Albiol        | Verdediger   | 46 (0)                  | SSC Napoli        |
| 3  | Gerard Piqué       | Verdediger   | 60 (4)                  | FC Barcelona      |
| 4  | Javier Martínez    | Middenvelder | 16 (0)                  | Bayern München    |
| 5  | Juanfran           | Verdediger   | 7 (1)                   | Atlético Madrid   |
| 6  | Andrés Iniesta     | Middenvelder | 96 (12)                 | FC Barcelona      |
| 7  | David Villa        | Aanvaller    | 95 (56)                 | Atlético Madrid   |
| 8  | Xavi Hernández     | Middenvelder | 131 (12)                | FC Barcelona      |
| 9  | Fernando Torres    | Aanvaller    | 107 (37)                | Chelsea FC        |
| 10 | Francesc Fàbregas  | Middenvelder | 88 (13)                 | FC Barcelona      |
| 11 | Pedro Rodríguez    | Aanvaller    | 39 (14)                 | FC Barcelona      |
| 12 | David de Gea       | Doelman      | 0 (0)                   | Manchester United |
| 13 | Juan Mata          | Aanvaller    | 33 (9)                  | Manchester United |
| 14 | Xabi Alonso        | Middenvelder | 110 (15)                | Real Madrid       |
| 15 | Sergio Ramos       | Verdediger   | 115 (9)                 | Real Madrid       |
| 16 | Sergio Busquets    | Middenvelder | 65 (0)                  | FC Barcelona      |
| 17 | Koke               | Middenvelder | 7 (0)                   | Atlético Madrid   |
| 18 | Jordi Alba         | Verdediger   | 25 (5)                  | FC Barcelona      |
| 19 | Diego Costa        | Aanvaller    | 1 (0)                   | Atlético Madrid   |
| 20 | Santiago Cazorla   | Middenvelder | 63 (11)                 | Arsenal FC        |
| 21 | David Silva        | Aanvaller    | 79 (20)                 | Manchester City   |
| 22 | César Azpilicueta  | Verdediger   | 6 (0)                   | Chelsea FC        |
| 23 | José Manuel Reina  | Doelman      | 32 (0)                  | SSC Napoli        |
| BC | Vicente Del Bosque |              |                         |                   |

## Europees kampioenschap voetbal 2016
- Resultaat: Achtste finale

data corresponderend met situatie voorafgaand aan toernooi
| #  | Naam               | Positie      | Interlands (doelpunten) | Club              |
| -- | ------------------ | ------------ | ----------------------- | ----------------- |
| 1  | Iker Casillas      | Doelman      | 167 (0)                 | FC Porto          |
| 2  | César Azpilicueta  | Verdediger   | 15 (0)                  | Chelsea FC        |
| 3  | Gerard Piqué       | Verdediger   | 76 (4)                  | FC Barcelona      |
| 4  | Marc Bartra        | Verdediger   | 10 (0)                  | FC Barcelona      |
| 5  | Sergio Busquets    | Middenvelder | 83 (2)                  | FC Barcelona      |
| 6  | Andrés Iniesta     | Middenvelder | 107 (12)                | FC Barcelona      |
| 7  | Álvaro Morata      | Aanvaller    | 8 (1)                   | Juventus FC       |
| 8  | Koke               | Middenvelder | 22 (0)                  | Atlético Madrid   |
| 9  | Lucas Vázquez      | Aanvaller    | 0 (0)                   | Real Madrid       |
| 10 | Francesc Fàbregas  | Middenvelder | 105 (15)                | Chelsea FC        |
| 11 | Pedro Rodríguez    | Aanvaller    | 57 (17)                 | Chelsea FC        |
| 12 | Héctor Bellerín    | Verdediger   | 2 (0)                   | Arsenal FC        |
| 13 | David de Gea       | Doelman      | 8 (0)                   | Manchester United |
| 14 | Thiago Alcántara   | Middenvelder | 9 (0)                   | Bayern München    |
| 15 | Sergio Ramos       | Verdediger   | 131 (10)                | Real Madrid       |
| 16 | Juanfran           | Verdediger   | 17 (1)                  | Atlético Madrid   |
| 17 | Mikel San José     | Verdediger   | 6 (0)                   | Athletic Club     |
| 18 | Jordi Alba         | Verdediger   | 42 (6)                  | FC Barcelona      |
| 19 | Bruno Soriano      | Middenvelder | 8 (0)                   | Villarreal CF     |
| 20 | Aritz Aduriz       | Aanvaller    | 5 (1)                   | Athletic Club     |
| 21 | David Silva        | Aanvaller    | 98 (24)                 | Manchester City   |
| 22 | Nolito             | Aanvaller    | 8 (4)                   | Celta de Vigo     |
| 23 | José Manuel Reina  | Doelman      | 32 (0)                  | SSC Napoli        |
| BC | Vicente Del Bosque |              |                         |                   |